# Arend Maartenshof
Het Arend Maartenshof is een hofje in de plaats Dordrecht, in de Nederlandse provincie Zuid-Holland. 
Het hofje werd gebouwd in 1625 en werd vernoemd naar de oprichter Arend Maartenszoon. Hij stond als geldwolf bekend en probeerde zijn reputatie te verbeteren door het bouwen van 38 woningen voor arme vrouwen. Door het stichten van dit hofje hoopte de naamgever zijn geweten te kunnen sussen. Arend Maartenszoon was namelijk lange tijd meer geïnteresseerd in het vergaren van zo veel mogelijk geld dan dat hij zich om zijn medemens bekommerde. Een slechte reputatie bij zijn stadgenoten en de kerk was het gevolg van zijn geldzuchtige houding.
In de Museumstraat, op nummer 56, geeft een rijk versierd renaissancepoortje toegang tot de binnentuin van het Arend Maartenshof. Bezoekers worden er verwelkomd met de woorden ‘Naeckt kom ick, naeckt scheyde ick’. Ook de spreuk ‘Vita Vapor’ ofwel ‘het leven is een damp’ staat op het zandstenen poortje te lezen. Daaronder het eerste deel van een bijbelvers uit het boek Titus 2 (vers 3): “dat de oude vrouwen haer draghen gelyck het den heyligen betaemt“.

## Het ontwerp
Het hofje telt 38 woningen. Rechts van de ingang ligt de regentenkamer. Door op de knop in de muur te drukken gaat het licht aan in de kamer. Te zien zijn een interieur uit 1701 met een portrettengalerij van de stichter en eerste regenten. De schildering boven de schoorsteenmantel en de plafondschildering zijn gemaakt door Arnold Houbraken (1660-1719). De schilderingen verwijzen naar de goede daad van Arend Maartenszoon. In de tuin staan platanen rond de waterput.

## De bewoners
De eerste eeuwen vonden alleen armlastige vrouwen en weduwen van soldaten die voor het vaderland waren gesneuveld onderdak in het Arend Maartenshof. Sinds de 80'er jaren van de 20e eeuw is daar verandering in gekomen. Nu mogen ook jongere vrouwen en echtparen en zélfs alleenstaande mannen in de huisjes wonen. Op één voorwaarde, of eigenlijk twee: bewoners moeten van onberispelijk gedrag zijn en ze moeten de woonomgeving liefdevol verzorgen.

## Bezoekersinformatie
Het hofje ligt naast het Dordrechts Museum en is overdag toegankelijk voor publiek.

## Foto's

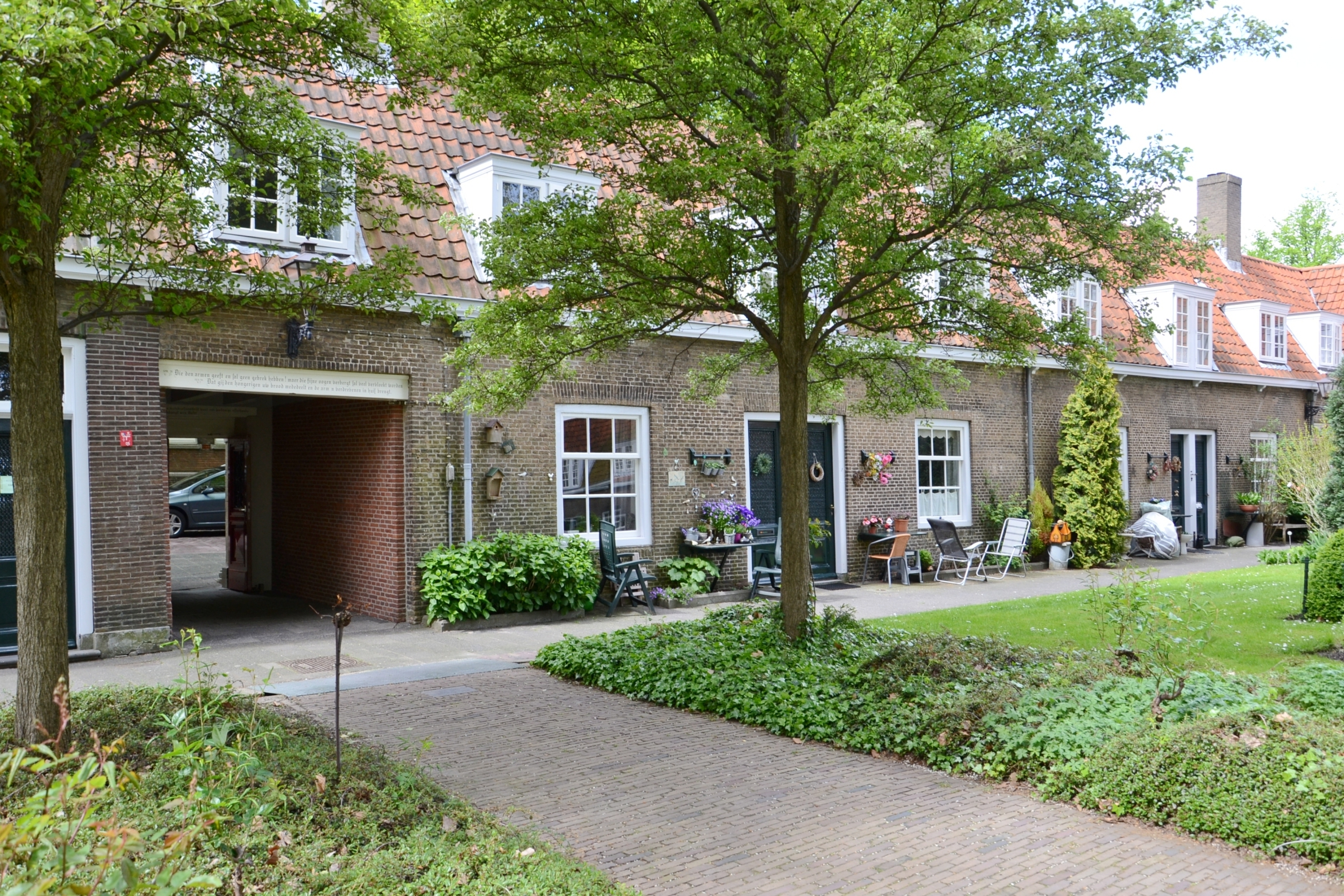
Binnenzijde van de poort.
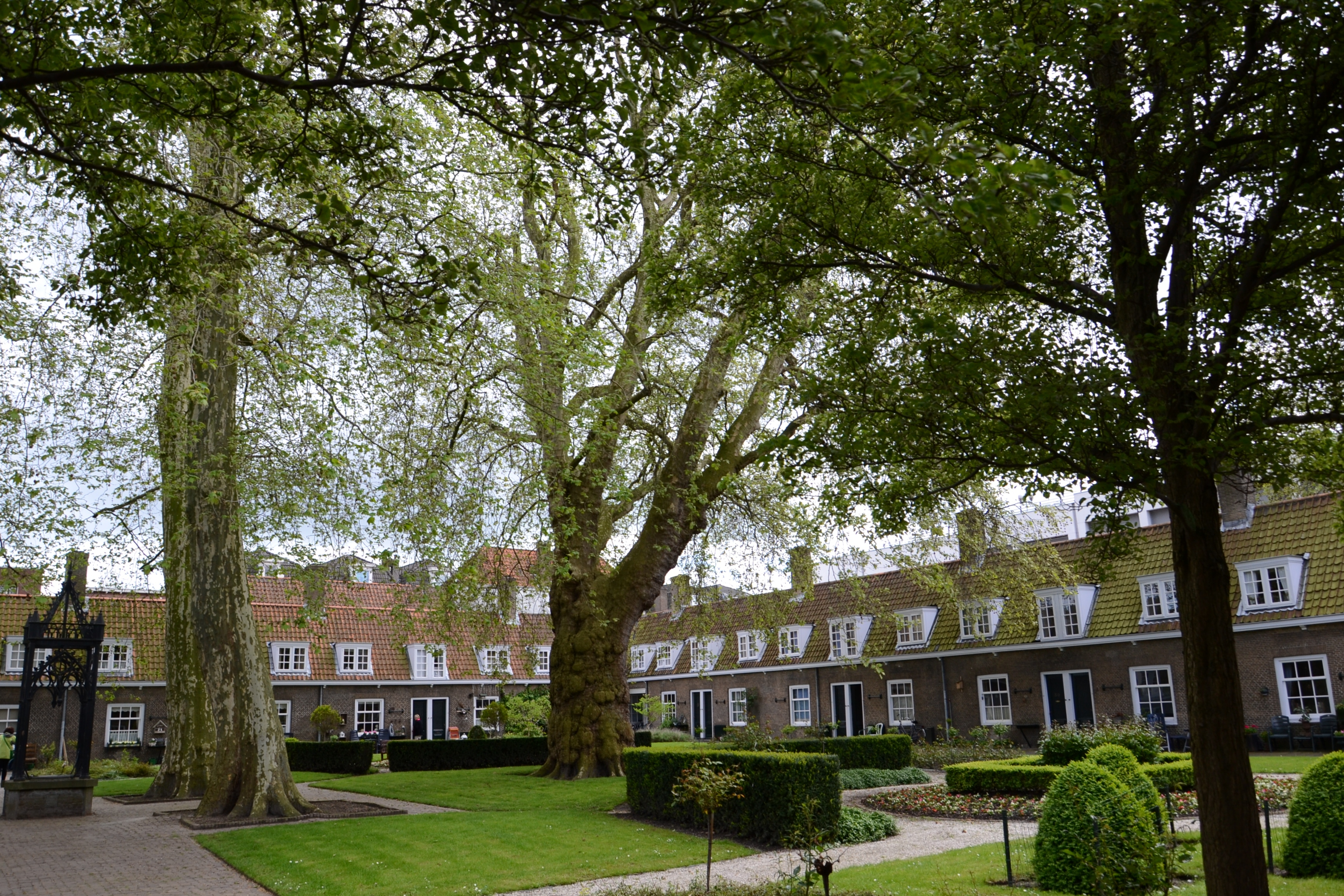
Monumentale platanen in de tuin.
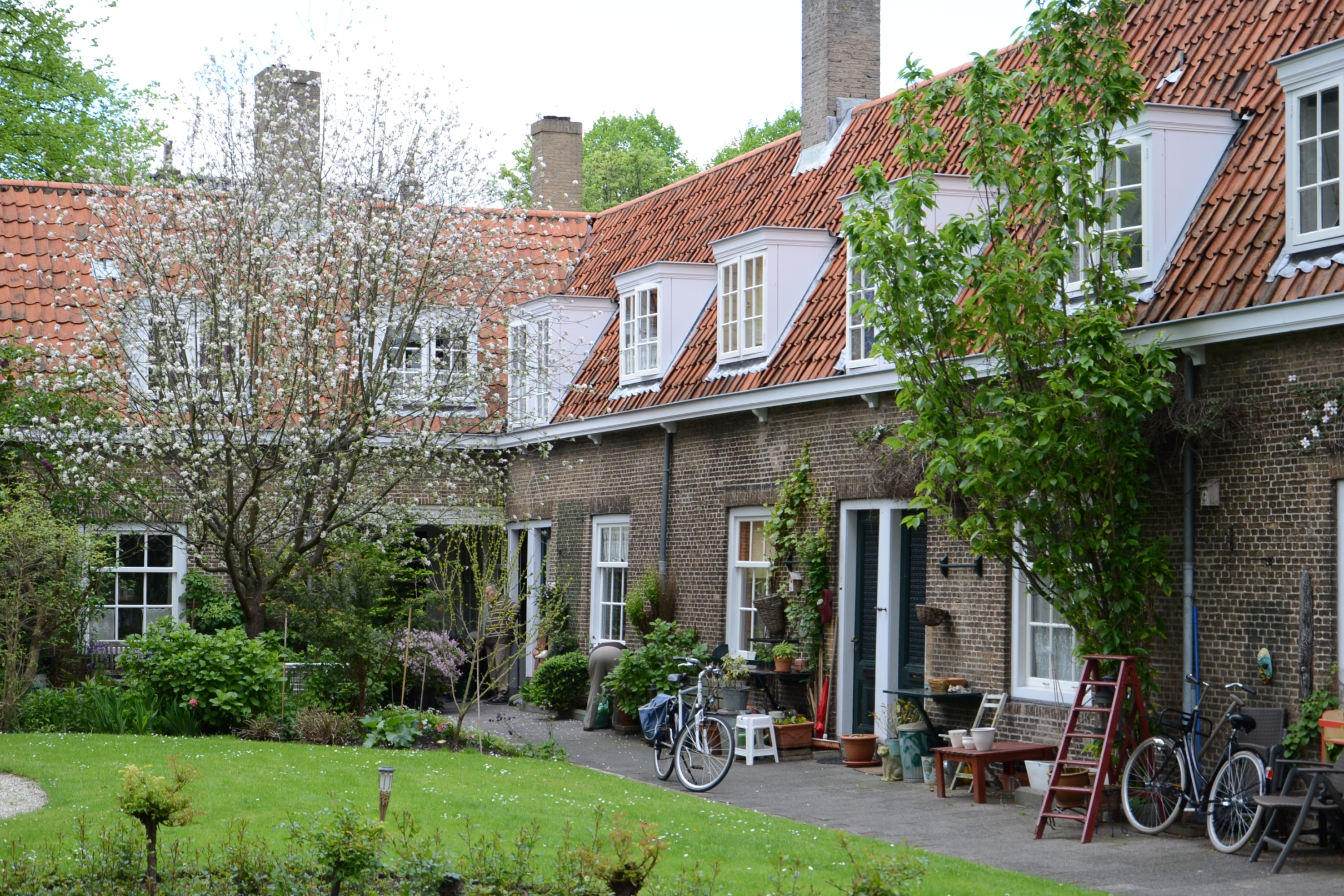
Rustieke hoek.
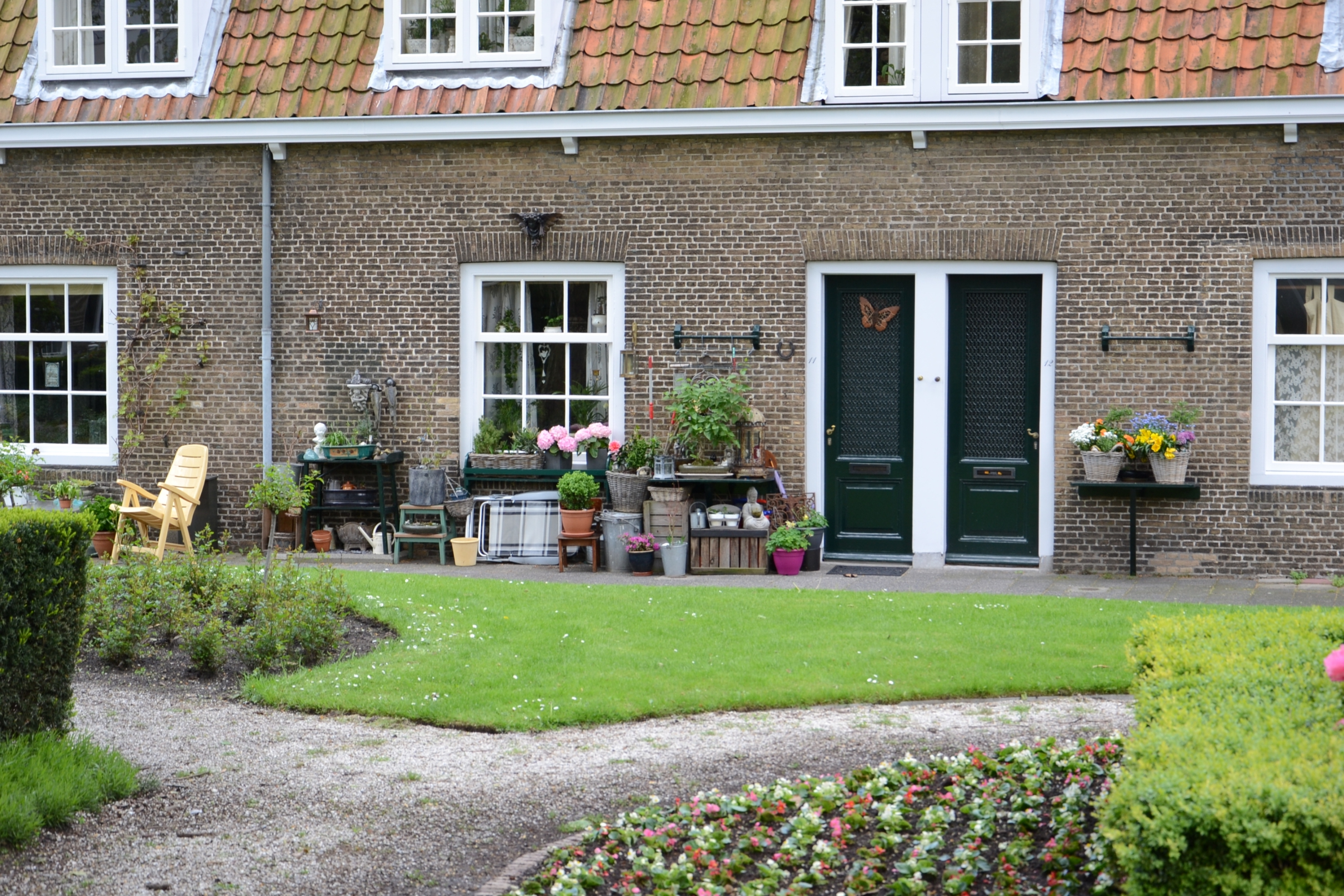
"Versiering" van een huisje